# トルトゥガー
トルトゥガー（生年月日不明 - ）は、カメをモチーフにした日本の元覆面レスラー。「トルトゥガー」はスペイン語で「カメ」。

## 経歴
- 1995年3月31日、I.W.A.JAPAN新潟市体育館大会の対田尻義博戦でデビュー。
- 1999年、I.W.A.JAPANを退団。
- 2002年3月31日、大阪プロレスマザーホール大会に参戦。
- 同年、大阪プロレスと専属フリー契約を結ぶ。
- 2013年4月20日、大阪プロレスを退団。
- 2014年11月24日、和泉シティプラザ弥生の風ホールで開催されたツバサデビュー20周年記念大会で引退試合が行われた。

## 得意技
カメジャーマンスープレックス
カメドライバー
カメボム
カメクラッチ

## 入場曲
- ウサギとカメ

## デンセンマン
デンセンマンは、電柱をモチーフにした日本の覆面レスラー。

### 経歴
- 2004年6月12日、トルトゥガーが大阪プロレス松下IMPホール大会でギミックにより、アイテムを使うとデンセンマンに変身することができるようになった。
- 7月24日、大阪プロレス大阪デルフィンアリーナ大会でえべっさんとタッグを組んで対スペル・デルフィン&くいしんぼう仮面戦でデビュー。

### 得意技
デンセンボトム
デンセンサルト

### 入場曲
- 電線音頭